# Ruta 3 del metro de Nova York
La Ruta 3 Seventh Avenue Express és un servei de ferrocarril metropolità subterrani del Metro de Nova York, als Estats Units d'Amèrica. Els serveis habituals circulen entre les estacions Harlem-148th Street, a Harlem, i New Lots Avenue, a East New York, són de tipus exprés a Manhattan i local a Brooklyn. A les nits els serveis són entre 148th Street i Times Square-42nd Street.
A diferència d'altres metros, cada servei no correspon a una única línia, sinó que un servei pot circular per diverses línies de ferrocarril. El servei 3 utilitza les següents línies:
| Ruta 3 del Metro de Nova York | Línia                        | <<                                       | >>                                       | Vies   | Temps                              |
| ----------------------------- | ---------------------------- | ---------------------------------------- | ---------------------------------------- | ------ | ---------------------------------- |
| Ruta 3 del Metro de Nova York | Lenox Avenue Line            | tota la línia                            | tota la línia                            | N/A    | tot el temps                       |
| Ruta 3 del Metro de Nova York | Broadway-Seventh Avenue Line | 96th Street                              | Times Square-42nd Street                 | exprés | tot el temps                       |
| Ruta 3 del Metro de Nova York | Broadway-Seventh Avenue Line | Times Square-42nd Street                 | Chambers Street                          | exprés | tot el temps excepte tard a la nit |
| Ruta 3 del Metro de Nova York | Broadway-Seventh Avenue Line | Brooklyn Branch, via Clark Street Tunnel | Brooklyn Branch, via Clark Street Tunnel | N/A    | tot el temps excepte tard a la nit |
| Ruta 3 del Metro de Nova York | Eastern Parkway Line         | tota la línia                            | tota la línia                            | local  | tot el temps excepte tard a la nit |
| Ruta 3 del Metro de Nova York | New Lots Line                | tota la línia                            | tota la línia                            | local  | tot el temps excepte tard a la nit |